# Hedenasiastrum
Hedenasiastrum là một chi rêu trong họ Brachytheciaceae.